# Katowice
Katowice [katɔ'vʲitsɛ] (tyska: Kattowitz) är en industristad i Schlesien i södra Polen, och är administrativ huvudort för provinsen Śląsk. Folkmängden uppgår till strax över 300 000 invånare. Katowice är centrum för ett storstadsområde inriktat på tung industri i Övre Schlesien, med totalt 2 818 832 invånare i slutet av 2009 på en yta av 5 577 kvadratkilometer. Under åren 1953–1956 var stadens namn Stalinogród.
Katowice erhöll stadsrättigheter 1865 och tillföll Polen 1922.

## Sport och fritid
Världsmästerskapet i ishockey 1976 spelades i staden. Sedan 2014 hålls IEM, en av de största CS:GO-turneringarna, i Katowice.
I slutet på augusti och början på september 2022 spelas U19-VM i innebandy i Katowice. 